# Eta Librae
Eta Librae (η Lib / 44 Librae) es una estrella en la constelación de Libra.
De magnitud aparente +5,42, es la vigesimosexta estrella más brillante en la constelación, pese a llevar la denominación de Bayer «Eta».  
Actualmente se encuentra a 149 años luz de distancia del sistema solar, pero dentro de 1,1 millones de años tendrá lugar su máximo acercamiento a la Tierra, cuando estará a 67 años luz.
Eta Librae es una subgigante blanca de tipo espectral A6IV, anteriormente clasificada como F0IV.
Según un estudio, puede que no sea una auténtica subgigante, y habría recorrido sólo la mitad de su camino como estrella de la secuencia principal.
Tiene una temperatura efectiva de 7780 K y brilla con una luminosidad 18 veces superior a la luminosidad solar.
Su radio es 2,6 veces más grande que el del Sol.
Gira sobre sí misma con una velocidad de rotación proyectada —límite inferior de la misma— de 115 km/s y tiene una masa de 1,78 masas solares.
Eta Librae es una estrella químicamente peculiar, si bien no parece ser variable.
Su composición química descubre ciertas anomalías, siendo algunos elementos sobreabundantes y otros deficitarios.
Entre los primeros cabe destacar el cerio, samario y neodimio, siendo la abundancia de este último 4,5 veces mayor que en el Sol. Por el contrario, el nivel de cobre apenas alcanza la mitad del nivel solar.